# Sebastian (Wiesti)
Sebastian, imię świeckie Grigorij Iwanowicz Wiesti (ur. 7 stycznia?/19 stycznia 1870 w Zoimie, zm. 1929 lub 1934 w Kineszmie) – rosyjski biskup prawosławny.

## Życiorys
Pochodził z ubogiej rodziny chłopskiej. Po ukończeniu szkoły podstawowej trafił pod opiekę prawosławnego kapłana, ks. Siewastijana Biendera, który polecił mu również wstąpić do stanu duchownego. Grigorij Wiesti ukończył w 1894 seminarium duchowne w Kiszyniowie i w tym samym roku, jako mężczyzna żonaty, został wyświęcony na kapłana. Służył jako biały duchowny do 1897, miał jedną córkę. W 1897 wstąpił do Kijowskiej Akademii Duchownej, którą ukończył w 1901. Rok wcześniej, będąc już wdowcem, złożył wieczyste śluby mnisze z imieniem Sebastian. Od 1901 do 1903 był pomocnikiem nadzorcy szkoły duchownej w Jedyńcach. Następnie od 1903 pełnił funkcję inspektora prawosławnego seminarium duchownego w Chełmie. W 1906 otrzymał godność archimandryty i został rektorem seminarium duchownego w Kamieńcu Podolskim. W latach 1909–1914 pełnił analogiczną funkcję w Dońskim Seminarium Duchownym.
8 września 1914 miała miejsce jego chirotonia na biskupa kineszemskiego, wikariusza eparchii kostromskiej. Według innych źródeł w eparchii tej służył dopiero od 1917. Między majem a wrześniem 1917 był biskupem makariewskim i unżeńskim, następnie ponownie wikariuszem eparchii kostromskiej. W 1919 aresztowany i postawiony przed Trybunałem Rewolucyjnym w Kostromie. Po zwolnieniu ponownie wykonywał obowiązki wikariusza eparchii kostromskiej. W 1920 podniesiony do godności arcybiskupiej i został ordynariuszem eparchii kostromskiej. W 1922 przeszedł do Żywej Cerkwi, w której również był arcybiskupem kostromskim. Już po roku zerwał z ruchem odnowicielskim i złożył akt pokutny przed patriarchą Tichonem, który zezwolił na ponowne objęcie przez niego urzędu kanonicznego biskupa kostromskiego. Aresztowany w Kostromie w sierpniu 1923, był przed dwa tygodnie więziony i zwolniony po podpisaniu deklaracji o niewyjeżdżaniu z miasta. W końcu 1923 ponownie przeszedł do Żywej Cerkwi i w 1924 po raz drugi wrócił do Rosyjskiego Kościoła Prawosławnego poprzez akt pokutny złożony na ręce patriarchy.
W 1927 wszedł w skład Tymczasowego Patriarszego Świętego Synodu powołanego do życia przez zastępcę locum tenens Patriarchatu Moskiewskiego metropolitę niżnonowogrodzkiego Sergiusza. W 1929 został ponownie aresztowany i w tym samym roku (lub według innych źródeł, w 1934) zmarł.